# کوه هوبول
کوه هوبول (به لاتین: Heubühl) یک کوه در لیختن‌اشتاین است که در لیختن‌اشتاین واقع شده‌است. کوه هوبول ۱٬۹۳۶ متر بالاتر از سطح دریا واقع شده‌است.